# Batuan (Masbate)
Batuan (Bayan ng Batuan) är en kommun i Filippinerna. Kommunen tillhör provinsen Masbate och ligger på ön med samma namn. Folkmängden uppgår till 15 086 invånare år 2015.
Batuan är indelat i 14 barangayer.